# 金洲乡
金洲乡，是中华人民共和国吉林省辽源市东辽县下辖的一个乡镇级行政单位。

## 行政区划
金洲乡下辖以下地区：
金洲村、德林村、大度村、丛仁村、福善村、双福村、德志村、新正村、新华村、新乐村和新英村。